# Chemische Kraftmikroskopie
Die Chemische Kraftmikroskopie (englisch Chemical Force Microscopy; Abkürzung CFM) ist eine Abwandlung des 1986 von Gerd Binnig, Calvin Quate und Christoph Gerber entwickelten Rasterkraftmikroskops (Atomic Force Microscope, AFM) zur mechanischen und chemisch sensitiven Abbildung von Oberflächen auf Nanometerskala. Dazu wird, anstelle einer klassischen AFM-Spitze, eine chemisch einheitlich modifizierte Sondenspitze zur Abbildung genutzt. Unter gleichzeitiger Verwendung eines Abbildungsmediums, zum Beispiel Wasser oder Hexadekan, treten nur ganz spezifische Wechselwirkungen zwischen Spitze und Oberfläche auf, wodurch die hohe chemische Spezifität der Abbildung erzielt wird. Die chemische Sensitivität bei gleichzeitiger Hochauflösung macht die Chemische Kraftmikroskopie zu einem einzigartigen Werkzeug der Oberflächenforschung mit großem Entwicklungspotential.